# پاله تالاوینا اوداگامدا
پاله تالاوینا اوداگامدا (به لاتین: Palle Talawinna Udagammedda) یک منطقهٔ مسکونی در سری‌لانکا است که در استان مرکزی (سری‌لانکا) واقع شده‌است.